# Aischgrund
Aischgrund este o arie protejată (arie de protecție specială avifaunistică — SPA) din Germania întinsă pe o suprafață de 1.898,12 ha, integral pe uscat.

## Localizare
Centrul sitului Aischgrund este situat la coordonatele 49°43′31″N 10°55′12″E / 49.7253°N 10.92°E.

## Înființare
Situl Aischgrund a fost declarat arie de protecție specială avifaunistică în septembrie 2006 pentru a proteja 52 de specii de animale.

## Biodiversitate
Situată în ecoregiunea continentală, aria protejată nu include niciun habitat protejat.
La baza desemnării sitului se află mai multe specii protejate de  păsări (52): lăcar-de-lac (Acrocephalus scirpaceus), fluierar de munte (Actitis hypoleucos), pescăruș albastru (Alcedo atthis), rață lingurar (Anas clypeata), rață cârâitoare (Anas querquedula), Anas strepera strepera, fâsă de luncă (Anthus pratensis), fâsă de pădure (Anthus trivialis), Ardea purpurea purpurea, rață-cu-cap-castaniu (Aythya ferina), rața moțată (Aythya fuligula), rață roșie (Aythya nyroca), buhai de baltă (Botaurus stellaris stellaris), Charadrius dubius curonicus, chirichița cu obraz alb (Chlidonias hybrida), barză albă (Ciconia ciconia ciconia), erete de stuf (Circus aeruginosus), lebădă de iarnă (Cygnus cygnus), ciocănitoare neagră (Dryocopus martius), egretă albă (Egretta alba), egretă mică (Egretta garzetta), șoim de iarnă (Falco columbarius), șoimul rândunelelor (Falco subbuteo), becațină comună (Gallinago gallinago), Grus grus grus, codalb (Haliaeetus albicilla), sfrâncioc roșiatic (Lanius collurio), sfrâncioc mare (Lanius excubitor excubitor), ciocârlie de pădure (Lullula arborea), gușă albastră (Luscinia svecica), presură sură (Miliaria calandra), gaia neagră (Milvus migrans), gaia roșie (Milvus milvus), Numenius arquata arquata, Nycticorax nycticorax nycticorax, grangur (Oriolus oriolus), vultur pescar (Pandion haliaetus), viespar (Pernis apivorus), notatița cu ciocul subțire (Phalaropus lobatus), bătăuș (Philomachus pugnax), ciocănitoare verzuie (Picus canus), ploier auriu (Pluvialis apricaria), Podiceps nigricollis nigricollis, Porzana parva parva, cresteț pestriț (Porzana porzana), Rallus aquaticus aquaticus, pițigoi-pungar (Remiz pendulinus), lăstun de mal (Riparia riparia), mărăcinar (Saxicola rubetra), silvie de câmp (Sylvia communis), corcodel mic (Tachybaptus ruficollis), nagâț (Vanellus vanellus).